# Midway (comté d'Adams, Pennsylvanie)
Pour les articles homonymes, voir Midway.
Midway est une census-designated place du comté d'Adams, en Pennsylvanie, aux États-Unis.

## Géographie
Midway se trouve au nord-est des États-Unis, dans le sud de l'État de Pennsylvanie, au sein du comté d'Adams, dont le siège de comté est Gettysburg. Ses coordonnées géographiques sont 39° 48′ 16″ N, 77° 00′ 18″ O.

## Démographie
Au recensement de 2010, sa population était de 2 125 habitants.